# Armik
Armik, nome d'arte di Armik Dashchi (Teheran, 25 luglio ...), è un chitarrista classico iraniano di origini armene, interprete di jazz e flamenco.
All'età di sette anni ha cominciato a coltivare la passione per la chitarra nascondendo in cantina lo strumento per non farsi notare dalla famiglia. Quando fu scoperto da sua madre, dato il suo innato talento, la famiglia stessa cominciò a pagare per fargli prendere lezioni di chitarra.
All'età di dodici anni è divenuto musicista professionista muovendosi nell'ambito del Jazz  recandosi frequentemente in Spagna ed alternando la musica agli studi per poi dedicarsi al Flamenco, forma musicale da lui ritenuta personalmente più comunicativa.
Nel 1981 si trasferì a Los Angeles, dove risiede attualmente, e dove cominciò a suonare con altri musicisti sia dal vivo che in studio. Nel 1994 realizzò il suo primo album solista Rain Dancer che ottenne un buon successo così come il successivo Gipsy Flame, da molti considerato il suo miglior lavoro.
Dal 2004 al 2008 è stato considerato nella top ten degli artisti New Age del Billboard Magazine, e sempre nel 2008 nella top ten delle vendite degli album New Age.

## Discografia
- 1994 - Rain Dancer
- 1995 - Gypsy Flame (AUS: Gold[2])
- 1996 - Rubia
- 1997 - Malaga
- 1999 - Isla del Sol
- 2001 - Rosas del Amor
- 2002 - Lost In Paradise
- 2003 - Amor de Guitarra
- 2004 - Romantic Dreams
- 2004 - Piano Nights
- 2004 - Treasures
- 2005 - Cafe Romantico
- 2005 - Mar de Sueños
- 2006 - Mi Pasión
- 2006 - Christmas Wishes
- 2007 - Guitarrista
- 2007 - A Day In Brazil
- 2008 - Barcelona
- 2009 - Serenata
- 2010 - Besos
- 2012 - Casa De Amor
- 2012 - Reflections
- 2013 - Alegra
- 2013 - Flames of Love
- 2014 - Romantic Spanish Guitar, Volume 1
- 2014 - Mystify
- 2015 - Romantic Spanish Guitar, Volume 2
- 2015 - La Vida
- 2016 - Romantic Spanish Guitar, Volume 3
- 2017 - Enamor
- 2018 - Pacifica
- 2019 - Alchemy
- 2020 - Esta Guitarra (Five Songs)
- 2021 - Spanish Lover (EP: Five Songs)